# Pensekhmet
Pensekhmet est un vizir égyptien de la XIXe dynastie. Il a servi sous le règne de Mérenptah.